# Звёздные войны. Эпизод II: Атака клонов
«Звёздные во́йны. Эпизо́д II: Ата́ка кло́нов» (англ. Star Wars. Episode II: Attack of the Clones) — американская эпическая космическая опера 2002 года, пятый полнометражный фильм, снятый режиссёром Джорджем Лукасом по сценарию самого Лукасом и Джонатаном Хейлсом. Продолжение Скрытой угрозы (1999), пятый фильм в серии фильмов Звёздные войны и вторая хронологическая глава Саги о Скайуокерах. В фильме снимались Юэн Макгрегор, Натали Портман, Хейден Кристенсен, Иан Макдермид, Сэмюэл Л. Джексон, Кристофер Ли, Энтони Дэниелс, Кенни Бейкер и Фрэнк Оз.
Действие фильма происходит через 10 лет после Скрытой угрозы, когда тысячи планетарных систем медленно отделяются от Галактической Республики и присоединяются к недавно сформированной Конфедерации независимых систем во главе с бывшим мастером-джедаем графом Дуку. Когда галактика находится на грани гражданской войны, Оби-Ван Кеноби расследует загадочное покушение на сенатора Падме Амидалу, что приводит его к раскрытию армии клонов на службе Республики и правды о сепаратистском движении. Тем временем его ученик Энакин Скайуокер получает задание защищать Амидалу и заводит с ней тайный роман. Вскоре трио становится свидетелем наступления новой угрозы галактике: Войн клонов.
Разработка «Атаки клонов» начались в марте 2000 года, через несколько месяцев после выхода фильма Звёздные войны. Эпизод I: Скрытая угроза. К июню 2000 года Лукас и Хейлс завершили черновик сценария, а основные съёмки проходили с июня по сентябрь 2000 года. Съёмочная группа в основном снимала на студии Fox Studios Australia в Сиднее, Австралия, а дополнительные кадры снимали в Тунис, Испании и Италии. Это был один из первых фильмов, полностью снятых на цифровой 24-кадровой системе высокой чёткости.
Фильм был выпущен в США 16 мая 2002 года. Он получил смешанные отзывы критиков; повышенный акцент фильма на действии был похвален, в то время как персонажи и диалоги были оценены более критически. Он хорошо показал себя в прокате, заработав 653,8 миллиона долларов по всему миру. Тем не менее, он стал первым фильмом «Звёздных войн», который превзошёл по кассовым сборам в год своего выхода, заняв третье место в США после Человека-паука и Властелина колец и четвёртое место по кассовым сборам в мире после первых двух фильмов и Гарри Поттера и Тайной комнаты. Фильм Звёздные войны. Эпизод III: Месть ситхов последовал за Атакой клонов, завершив трилогию приквелов «Звёздных войн».

## Сюжет
В Галактическом Сенате неспокойно. Несколько тысяч звёздных систем объявили о намерении выйти из состава Республики.
Движение сепаратистов, возглавляемых загадочным графом Дуку, создало трудности малочисленным джедаям по сохранению мира и порядка в галактике.
Сенатор Амидала, бывшая королева Набу, возвращается в Галактический Сенат, чтобы голосовать по принципиальному вопросу: созданию АРМИИ РЕСПУБЛИКИ в помощь несправляющимся джедаям…
Оригинальный текст (англ.)There is unrest in the Galactic Senate. Several thousand solar systems have declared their intentions to leave the Republic.

This separatist movement, under the leadership of the mysterious Count Dooku, has made it difficult for the limited number of Jedi Knights to maintain peace and order in the galaxy.

Senator Amidala, the former Queen of Naboo, is returning to the Galactic Senate to vote on the critical issue of creating an ARMY OF THE REPUBLIC to assist the overwhelmed Jedi....
— Вступление
Галактическая Республика всё глубже погружается в кризис. Миру в галактике угрожает сепаратистское движение, возглавляемое магистром джедаем-отступником графом Дуку, оно предоставляет всё необходимое для развития капитализма и гарантирует полное невмешательство государства во внутренние дела планет. Сенатор Падме Амидала, бывшая королева Набу, возвращается в Галактический сенат, чтобы проголосовать против создания Великой Армии Республики, которая нацелена на помощь Ордену джедаев.
Во время прибытия корабля сенатора Амидалы на Корусант на корабле срабатывает взрывное устройство. Сенатор остаётся невредимой, так как в целях безопасности и по настоянию начальника своей охраны скрывалась под видом пилота корабля сопровождения, однако её телохранительница-двойник Корде погибает. После краткой конференции с Верховным канцлером Шивом Палпатином, представителями Комитета лоялистов и многочисленными членами Совета джедаев, решено поместить Амидалу под защиту джедаев, знакомых ей по событиям на Набу — рыцаря-джедая Оби-Вана Кеноби и его падавана Энакина Скайуокера, который был крайне взволнован встречей с Амидалой.
В ту же ночь Зам Уэселл, охотница за головами, предпринимает попытку убить Падме. Попытка вновь не удаётся, Оби-Ван и Энакин ловят Уэссел, но не успевают допросить — её поражает дротик неизвестного убийцы. Совет джедаев поручает Оби-Вану расследование покушений, а Энакину — охрану Амидалы во время её возвращения на родную планету Набу. Возвращаются они под видом беженцев, на общественном транспорте, чтобы сохранить отлёт сенатора в тайне. В отсутствие Амидалы обязанности сенатора от Набу принимает на себя представитель Джа-Джа Бинкс.
Энакин рад своему первому самостоятельному заданию и делится этим с Падме — по его словам, раньше ему приходилось только выслушивать критику Оби-Вана, который пытался сдерживать буйный характер ученика и во многом ограничивал его, признавая, однако, в Энакине недюжинный ум и силу. К тому же теперь Энакин, после десяти лет разлуки, может находиться рядом с Падме.
Расследование приводит Оби-Вана на планету Камино, где он узнаёт, что здесь уже долгое время готовится армия клонов для Республики. Курирующий проект создания клонов премьер-министр Лама Су сообщает ему, что заказ на создание армии разместил магистр Сайфо Диас десять лет назад. Генетическим образцом для создания клонов стал мандалорский охотник за головами Джанго Фетт, попросивший в качестве части оплаты также создать ему особого клона, без ускорения роста и изменения сознания, которого он назвал Боба Фетт и воспитывал как своего сына. После небольшого диалога с Джанго, который объяснил, что для участия в программе клонирования его нанял некий «Тиранус», Оби-Ван подозревает, что он и есть убийца и делится своими подозрениями с Йодой и Винду. Магистры очень обеспокоены тем, что они пропустили такое значимое и долговременное событие как создание армии солдат-клонов. Оби-Ван по распоряжению Совета пытается доставить Джанго для допроса на Корусант. В ходе преследования мандалорцу удаётся с боем сбежать на своём корабле, однако Оби-Ван успевает установить на корабле жучок, сигнал которого приводит его на орбиту планеты Джеонозис.
В это же время Энакин и Падме находятся на Набу. После аудиенции у королевы Джамиллии Падме и Энакин отправляются в Озёрный Край, в фамильный особняк Амидалы. Здесь детская симпатия Энакина к Амидале постепенно перерастает в очень сильное влечение. Однако Энакин, согласно Кодексу джедаев, не может иметь никаких привязанностей, а от карьеры Падме в Сенате зависит слишком многое. Выслушав признание Энакина, Падме призывает его к осторожности и напоминает о том, что их долг перед Республикой превыше любых чувств.
За несколько месяцев до встречи с Амидалой Скайуокер начал страдать от постоянных ночных кошмаров, в которых видел смерть своей матери. На Набу кошмары набирают силу, и в конце концов Энакин, вне себя от тревоги за мать, просит у сенатора позволения отправиться на Татуин, чтобы найти Шми. Падме соглашается и отправляется вместе с ним. Приземлившись, Скайуокер находит Уотто, бывшего владельца Шми и узнаёт, что фермер-влагодобытчик Клигг Ларс выкупил Шми из рабства, освободил её и женился на ней. Однако прибыв в дом Клигга, Скайуокер узнаёт, что его мать была захвачена в плен таскенскими разбойниками, когда она собирала грибы, растущие на влагоуловителях. Юный джедай немедленно отправляется в пустыню на поиски лагеря разбойников и той же ночью обнаруживает его. Использовав своё чутьё и навыки следопыта, Энакин находит и освобождает мать, однако измученная и искалеченная Шми Скайуокер умирает на руках сына, едва придя в сознание. Впав в невероятную ярость от потери родного человека, Энакин устраивает резню, не щадя абсолютно никого на своём пути, в том числе и детей.
На орбите Джеонозиса Джанго замечает истребитель Кеноби и пытается уничтожить его в пространстве метеоритного кольца планеты. Корабль джедая повреждён, и Фетт, решив, что уничтожил преследователя, уже не таясь совершает посадку на Джеонозисе. Кеноби следует за ним. Приземлившись на планету, он тайно проникает в комплекс джеонозианцев и раскрывает заговор обитателей огромного количества звёздных систем, решивших выйти из состава Республики и создать своё собственное государственное формирование — Конфедерацию Независимых Систем под руководством графа Дуку.
Отправив сообщение о произошедшем Энакину (расстояние до Корусанта было слишком велико), Кеноби подвергается нападению дроидов и попадает в плен. Дуку посещает Кеноби в камере заключения. Он обещает поскорее добиться освобождения Кеноби, арестованного «по ошибке», и пытается убедить его перейти на сторону Конфедерации, напоминая о Квай-Гон Джинне, бывшем ученике Дуку, который, несомненно, последовал бы за учителем. К тому же граф выдаёт, что ныне владыка-ситх Дарт Сидиус управляет Галактическим сенатом, надеясь таким образом убедить Оби-Вана присоединиться к нему. Оби-Ван отвергает его обвинения, считая их смехотворными и маловероятными.
Тем временем Энакин возвращается на ферму Ларсов с телом Шми на руках. После похорон юноша делится с Падме произошедшим в лагере разбойников. Вернувшись на корабль, Скайуокер получает сообщение от Кеноби и пересылает его дальше на Корусант, при этом узнаёт из его содержания, что граф Дуку причастен к попытке убийства Амидалы и что Оби-Ван в опасности. Тут же приходит ответ с Корусанта. Магистр Винду даёт строгое распоряжение Скайуокеру оставаться с сенатором и охранять её. Видя смятение Энакина и его желание помочь своему наставнику, Падме решает взять всю ответственность на себя и лично направляет корабль к Джеонозису.
После получения сообщения Кеноби Джа-Джа Бинкс в отсутствие Падме и под давлением комитета лоялистов канцлера вынужден вынести на рассмотрение Сената предложение о предоставлении Верховному канцлеру Палпатину чрезвычайных полномочий для создания Великой Армии Республики. Находящиеся в Палате Сената Йода и Винду решили разделиться: Винду собрал рыцарей и магистров ордена на помощь Оби-Вану, а Йода отправился на Камино, чтобы собрать солдат-клонов для Великой Армии Республики.
Прибыв на планету, Амидала и Скайуокер попадают в плен к джеонозианцам, получают обвинения в шпионаже и приговариваются к публичной казни. Перед подавляющей очевидностью своей смерти на арене Петранаки, Падме наконец-то признаётся в своих чувствах к Энакину, после чего они целуются. После этого они вместе с Оби-Ваном уничтожают чудовищ арены и предпринимают попытку прорваться через оборону дженозианцев. В пиковый момент прибывает подкрепление из 212 джедаев во главе с магистром Винду. Начинается ожесточённое сражение, в ходе которого от руки Винду погибает Джанго Фетт. Тем не менее, армия дроидов постепенно теснит джедаев, многие из прибывших пали. Всё вновь изменяется с прибытием Великой Армии Республики во главе с магистром Йодой.
Между армией клонов Республики и сепаратистской армией дроидов разгорается грандиозное сражение, позже названное Битвой на Джеонозисе. Понимая, что перевес на стороне клонов, лидеры сепаратистов командуют общее отступление. Граф Дуку забирает чертежи «нового секретного оружия» сепаратистов (в котором угадывается Звезда Смерти) и пытается бежать, но Оби-Ван и Энакин следуют за ним в его ангар, где вступают с ним в битву. Дуку наносит серьёзные ранения Оби-Вану и отрубает Энакину правую руку. В этот момент прибывает Йода и вступает в поединок с Дуку, своим бывшим падаваном. Дуку, понимая, что не сможет победить Йоду, сбрасывает на Энакина и Оби-Вана опорный столб ангара в качестве отвлекающего манёвра, и магистру Йоде приходится прекратить сражение и использовать Силу, чтобы отбросить опору и тем самым спасти раненых джедаев. Воспользовавшись данной заминкой, Дуку сбегает на личном солнечном паруснике с Джеонозиса на Корусант, в тайное убежище и ситхскую базу, где сообщает о начале войны Дарту Сидиусу, который отвечает ему: «Всё идёт в соответствии с планом, владыка Тиранус».
Спасённый Оби-Ван передаёт Совету джедаев предупреждение Дуку о том, что Республикой управляет тёмный лорд ситхов, но Совет, включая Йоду, не может в это поверить, настаивая на том, что Тёмная сторона пытается внести страх и недоверие в Республику. Однако Йода и Винду соглашаются, что Тёмная сторона наступает, и им следует приглядывать за Сенатом. Оби-Ван говорит, что клоны помогли им добиться победы, но Йода отвечает, что всё стало только хуже. После излечения в Залах исцеления в Храме Джедаев Энакин сопровождает Падме Амидалу на Набу. В Озёрном краю они тайно венчаются на церемонии, засвидетельствованной лишь C-3PO и R2-D2.
В это же самое время Палпатин и лоялисты смотрят, как миллионы солдат-клонов маршируют на транспортные звездолёты, знаменуя тем самым официальное начало одного из самых страшных конфликтов в истории Галактики — Войн клонов.

## Актёры

Главные герои «Атаки Клонов» (справа налево): Юэн Макгрегор (Оби-Ван Кеноби), Натали Портман (Падме Амидала) и Хейден Кристенсен (Энакин Скайуокер)

- Хейден Кристенсен (Энакин Скайуокер). Падаван Оби-Вана Кеноби. Ряд джедаев считает, что Энакин — «Избранный» и должен «принести в Силу баланс».
- Юэн Макгрегор (Оби-Ван Кеноби). Рыцарь-джедай и учитель Энакина Скайуокера.
- Натали Портман (Падме Амидала). Бывшая королева Набу, ставшая членом Галактического сената от этого сектора.
- Иан Макдермид (Шив Палпатин / Дарт Сидиус). Бывший сенатор Набу, оптимистично смотрит в будущее Республики и верит в победу над Сепаратистами, даже ценой войны.
- Сэмюэл Л. Джексон (Мейс Винду). Магистр-джедай, заседающий в Совете джедаев и внимательно наблюдающий за политическими изменениями в Республике.
- Кристофер Ли (граф Дуку). Бывший магистр-джедай, ныне лорд ситхов, глава Сепаратистов.
- Фрэнк Оз (голос Йоды). Йода — один из старейших и наиболее уважаемых членов Совета джедаев, один из лучших во владении световым мечом. Йода также обучает молодых джедаев.
- Темуэра Моррисон (Джанго Фетт и армия клонов). Бывший охотник за головами, отдавший свою ДНК для создания армии его клонов. Он попросил сделать ему особого клона, чтобы взять его в сыновья — Боба Фетта.
- Лиам Нисон (Квай-Гон Джинн). Квай-Гон Джинн появляется в фильме в форме духа (можно услышать его голос и увидеть его нетелесное воплощение во время медитаций Йоды).
- Энтони Дэниелс (C-3PO, камео в ночном клубе). C-3PO — протокольный дроид, работающий на Ларса.
- Кенни Бейкер (R2-D2). R2-D2 — астродроид, неотрывно следующий за Энакином.
- Дэниел Логан (Боба Фетт). Боба — особенный клон Джанго Фетта, который взял его в сыновья.
- Силас Карсон[англ.] (голос Нута Ганрея и Ки-Ади Мунди; камео).
- Ахмед Бест (голос Джа-Джа Бинкса; камео в ночном клубе). Джа-Джа становится сенатором от Набу после отъезда Амидалы.
- Джимми Смитс (Бэйл Органа). Сенатор от Алдеранна.
- Мэтт Слоун (Пло Кун; камео). Один из джедаев.
- Захария Дженсен (Кит Фисто). Магистр-джедай.
- Оливер Форд Дэвис (Сио Биббл; камео). Губернатор Тида, столичного города Набу.
- Боди Тейлор (Клоны). Первое историческое появление клонов.
- Джек Томпсон (Клигг Ларс). Фермер с Татуина. Выкупил Шми Скайуокер (мать Энакина) из рабства и женился на ней. Отец Оуэна Ларса.
- Эми Ален (Аяла Секура; камео, в титрах не указана). Синяя женщина-джедай.
- Лили Ниамваса (Стасс Алия; камео, в титрах не указана). Темнокожая женщина-джедай.
- Орли Шошан (Шаак Ти; камео, в титрах не указана). Женщина-джедай, участвовала в битве на Джеонозисе.
- Мэри Ойая (Луминара Ундули). Женщина-джедай.

E! Online сообщает, что Лукас снял группу ’N Sync в одном коротком эпизоде по просьбе своей дочери. Позже этот эпизод был вырезан из финальной версии.
Для роли Энакина Скайуокера Лукас искал актёра по всем Соединённым Штатам. Кроме Кристенсена, роль Энакина могли сыграть Райан Филлипп, Джаред Падалеки, Колин Хэнкс и Пол Уокер. Лукас также предлагал роль Леонардо Ди Каприо, но тот отказался.

## Русский дубляж
- Андрей Зайцев — Энакин Скайуокер
- Евгений Иванов — Оби-Ван Кеноби
- Юлия Николаева — Падме Амидала
- Вадим Яковлев — верховный канцлер Палпатин/Дарт Сидиус
- Игорь Лифанов — Нут Ганрей

Фильм дублирован компанией «Невафильм» в 2002 году.
- Режиссёр дубляжа — Мария Соловцова
- Автор синхронного текста — Елена Ставрогина

Источник:

## Съёмки
Сага «Звёздные войны» была написана Джорджем Лукасом в начале 1970-х как один большой набросок с кратким содержанием сюжета всех 6 фильмов. В 1999 и 2000 годах Лукас в соавторстве с Джонатоном Хейлсом переписал «эскиз» для эпизода II в сценарий. Название эпизода было очень негативно встречено фанатами, сравнившими его с названием фильма «Атака 50-футовой женщины». Многие долгое время думали, что названием станет «Становление Империи». В течение работы над фильмом рабочим названием, в свете негативных отзывов по поводу одного из персонажей Эпизода I, было выбрано «Большое приключение Джа-Джа».
Основные съёмки проходили между 26 июня и 20 сентября 2000 года на студии 20th Century Fox в Австралии. Съёмки также проводились в тунисской пустыне, на площади Испании в испанской Севилье, в Италии на Villa del Balbianello у озера Комо и во дворце Казерта. По персональной просьбе Сэмюэла Л. Джексона цвет светового меча его персонажа Мейса Винду сделали фиолетовым, рассеяв тем самым миф о том, что синие и зелёные цвета принадлежат «хорошим парням», а красный — «плохим». По слухам, на рукоятке меча также выгравировано «B. M. F.», в память о его работе в «Криминальном чтиве». После того, как Лукас решил, что в фильме слишком низкий темп развития действия, в марте 2001 года произошли дополнительные съёмки, после чего добавилась новая сцена, развивающаяся на фабрике дроидов.
Как и «Скрытая угроза», «Атака клонов» содействовал технологическому развитию кино, переведя Голливуд в «цифровую эру». Фильм был снят на цифровую камеру HDW-F900, разработанную Sony и Panavision, использующую фреймрейт 24-кадра/сек. Несмотря на противоречивые мнения о цифровой кинематографии, всё больше режиссёров начинают заниматься цифровой съёмкой. Вопреки опасениям Лукаса, в тунисской пустыне камера смогла функционировать даже при температуре свыше +51 °C. Лукас утверждал, что хотел снять на цифровую камеру ещё «Скрытую угрозу», но к тому времени Sony не успела изготовить необходимое количество камер. В 2002 году «Атака клонов» стал вторым фильмом, снятым на цифровую камеру (первым стал «Видок»). Несмотря на все усилия Лукаса убедить кинотеатры перейти на цифровые проекторы для лучшего качества просмотра «Эпизода II», лишь немногие последовали его совету.
Вместо стандартных раскадровок в фильме использовались цифровые анимации — грубо сделанные, генерируемые компьютером, цифровые сцены тем не менее позволяли актёрам более точно понять сцену, которую они разыгрывали на фоне синего экрана. В отличие от большинства эпизодов, в съёмке битвы за Джеонозис не использовался ни подобный приём цифровой анимации, ни обычные раскадровки — вместо этого каждый отснятый эпизод отправлялся в анимационный отдел, где сцену наполняли различного рода вставками действия. Задачей этого было сделать множество небольших событий, разворачивающихся во время битвы, которые зритель мог даже не заметить, но при этом они создавали картину насыщенности действия. Отдел анимации был свободен в фантазии для создания таких событий; Лукас выбирал наиболее подходящие сцены и добавлял их в фильм.
В дополнение к инновациям в цифровой съёмке, «Атака клонов» использовала «цифровых дублёров» — генерируемых компьютером моделей, которые дублировали актёров в определённых трюковых сценах. Эта технология также позволила использовать абсолютно компьютерную модель Йоды. Роб Колман и Джон Нолл создали два тестовых анимированных Йоды, используя звук из «Эпизода V: Империя наносит ответный удар». Внешний вид Йоды из «Империи» также был использован для создания компьютерного Йоды; Лукас добивался от отдела анимации того, чтобы компьютерный Йода казался куклой, как в ранних эпизодах саги. Фрэнк Оз (кукольник и голос Йоды в оригинальной трилогии и «Скрытой Угрозе») был в шоке; он представлял Йоду очень старым и спокойным. Колман позже сказал, что его команде пришлось сделать вздрагивание ушей во время резких движений Йоды для приближения компьютерной модели Йоды к кукольной: «Когда Фрэнк (Оз) вертел его головой, уши слегка вздрагивали. Если бы мы не добавили этот эффект компьютерной модели, это был бы уже не Йода». Так как Кристофер Ли был уже довольно стар, он не мог исполнить всю сцену битвы с Йодой. Дублёр заменял его в некоторых сценах, а затем лицо Ли с помощью компьютера добавляли на тело дублёра. Лукас часто говорил анимационному отделу, что сцена дуэли с Йодой очень важна, так как она имеет потенциал стать как драматической, так и юмористической.

## Выход в прокат
Фильм вышел в мировой прокат 16 мая 2002 года. До премьеры у создателей были большие опасения по поводу возможного пиратства. В 2000 году один из поклонников продавал копию сценария за 100 000 долларов США.
Пиратская копия фильма, возможно записанная во время частного просмотра, разошлась по интернету, позволив миллионам поклонников увидеть фильм ещё до его официального выхода.

### DVD-выпуск
«Звёздные Войны. Эпизод II: Атака клонов» был выпущен на DVD 12 ноября 2002 года. Джордж Лукас дополнил и переделал различные элементы фильма, чтобы сделать DVD отличающимся от версии фильма, показанного в кинотеатрах. DVD включал комментарии Лукаса, продюсера Рика МакКаллума, звукорежиссёра Бена Берта, директора анимаций «ILM» Роба Колмана, и мастеров по визуальным эффектам «ILM» Пабло Хелмана, Джона Нолла и Бена Сноу. Также на DVD было добавлено восемь вырезанных сцен, а в дополнительных материалах появились рассказы о создании цифровых персонажей, звуковых эффектах и анимации.
Кроме этого, DVD содержит рекламный ролик короткометражного фильма «R2-D2: Под куполом».

### Переиздание в 3D
28 сентября 2010 года было объявлено, что все шесть фильмов будут преобразованы в 3D-формат. Их планировалось переиздавать в порядке внутренней хронологии, начиная с первого эпизода, который был выпущен в феврале 2012 года. «Атаку клонов» планировалось повторно издать в сентябре 2013 года, однако в связи с покупкой компанией The Walt Disney Company 30 октября 2012 года компании Lucasfilm и сообщением о выпуске нового эпизода «Звёздных войн» в 2015 году от этой идеи было решено отказаться и пустить все силы на работу над новой трилогией.

## Реакция
Фильм получил противоречивые отзывы. На Rotten Tomatoes фильм получил рейтинг 66 %, в то время как его предшественник «Скрытая угроза» — рейтинг 63 %. Рецензенты восхищались сценами действия и спецэффектами, а больше критиковались эпизоды с традиционными драматическими элементами, вроде сцен, раскрывающих отношения между Падме и Энакином.
Критики называли диалоги «жёсткими» и «плоскими», осуждая также и игру актёров (особенно Кристенсена и Портман). С другой стороны, многим понравилось видеть Джа-Джа Бинкса лишь в эпизодической роли. Юэн Макгрегор сказал, что у фильма «ужасное, просто ужасное название» в журнале «Empire».
Фильм собрал 310 676 740 долларов в США и 338 721 588 за океаном — огромный успех, который, тем не менее, не затмил ещё больший успех «Скрытой угрозы». И в первый раз фильм из серии «Звёздных войн» не стал самым продаваемым в году. Гораздо более высокие продажи были у «Человека-паука» и «Властелина колец: Две крепости».
«Атака клонов» получила номинацию на «Оскар» за лучшие визуальные эффекты (Роб Колман, Пабло Хелман, Джон Нолл и Бен Сноу) в 2003 году. Натали Портман также удостоилась чести в Teen Choice Awards. Также фильм получил награду за лучшее сражение от MTV Movie Awards.
Не обошлось и без номинаций «Золотой малины»:
- Худший фильм
- Худший актёр второго плана
- Худший режиссёр
- Худший сценарий
- Худшая пара
- Худший ремейк или сиквел

«Атака клонов» забрала две награды: за сценарий (Джордж Лукас) и актёра второго плана (Хейден Кристенсен).

## Исторические и культурные намёки

Колонны клонов погружаются в корабли Республики

Некоторые считают, что приход к власти Палпатина аналогичен приходу Адольфа Гитлера в Германии; став канцлером, он получил «чрезвычайные полномочия», как и канцлер Палпатин. Также Палпатина сравнивают с Октавианом Августом, ставшим первым римским императором, и Наполеоном Бонапартом, который пришёл к власти во Франции. Проводятся параллели с американской Гражданской войной: и Палпатин, и Линкольн приняли «чрезвычайные полномочия», чтобы остановить войну с сепаратистами.
Армии клонов маршируют, погружаясь в свои корабли, точно так же, как нацистские войска маршировали по улицам нацистской Германии.
Джеонозианцы в фильме имеют свою особую систему смертных казней. Оби-Вана, Энакина и Падме подвешивают на столбах на огромной арене, куда позже выпускают жутких зверей. Это очень напоминает римский Колизей, где львы и другие хищные звери должны были бороться с заключёнными.

## Саундтрек
Диск с саундтреком фильма вышел 23 апреля 2002 года. Музыку написал Джон Уильямс, а исполнил Лондонский симфонический оркестр. Саундтрек содержит фрагменты «Имперского марша» из фильма «Империя наносит ответный удар». Специально для DVD было снято видео для главной темы — «Across the Stars».

## Список композиций
| №   | Название                                                  | Длительность |
| --- | --------------------------------------------------------- | ------------ |
| 1.  | «Star Wars Main Title and Ambush on Coruscant»            | 3:46         |
| 2.  | «Across the Stars (Love Theme from Attack of the Clones)» | 5:33         |
| 3.  | «Zam the Assassin and The Chase Through Coruscant»        | 11:07        |
| 4.  | «Yoda and the Younglings»                                 | 3:55         |
| 5.  | «Departing Coruscant»                                     | 1:44         |
| 6.  | «Anakin and Padmé»                                        | 3:57         |
| 7.  | «Jango's Escape»                                          | 3:48         |
| 8.  | «The Meadow Picnic»                                       | 4:14         |
| 9.  | «Bounty Hunter's Pursuit»                                 | 3:23         |
| 10. | «Return to Tatooine»                                      | 6:57         |
| 11. | «The Tusken Camp and The Homestead»                       | 5:54         |
| 12. | «Love Pledge and the Arena»                               | 8:29         |
| 13. | «Confrontation with Count Dooku and Finale»               | 10:45        |
| 14. | «On the Conveyor Belt» (Target exclusive bonus track)     | 3:02         |

## Новеллизация
Книгу по мотивам фильма написал Роберт Энтони Сальваторе. Она содержит уникальные сцены, написанные самим Сальваторе. В прологе Энакин, летя вместе с Оби-Ваном на Ансион, видит кошмар о своей матери. Далее идёт рассказ о том, как она попала в плен к тускенским разбойникам и как Ларс потерял свою ногу, пытаясь вернуть Шми.
Также рассказано, что произошло до того, как Падме полетела на Корусант. Она беседует со своей сестрой о политике и личной жизни. Также книга сильнее углубляется в отношения между Джанго и Бобой Феттом.